# بیسموت ساب‌سالیسیلات
بیسموت ساب‌سالیسیلات، که تحت نام تجاری Pepto Bismol فروخته می‌شود، داروهای ضد قارچی هستند که برای درمان ناراحتی‌های معده و دستگاه گوارش مانند اسهال، سوء هاضمه، سوزش سر دل و تهوع استفاده می‌شود. همچنین معمولاً با نام بیسموت صورتی شناخته می‌شود.
بیسموت ساب سالی سیلات با فرمول شیمیایی تجربی C7H5BiO4یک کلوئید است.

## کاربردهای پزشکی

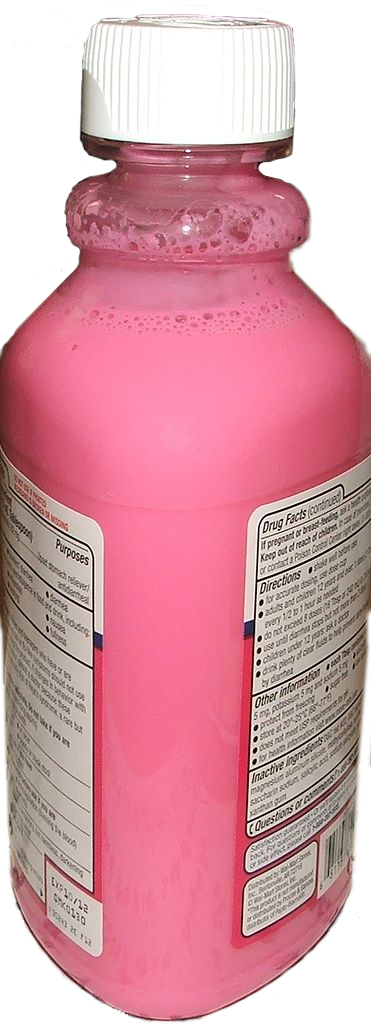
یک نسخه جنریکPepto-Bismol، نمای عقب

به عنوان یک مشتق از اسید سالیسیلیک، بیسموت سالیسیلات خواص ضد التهاب و ضد باکتری از خود بروز می‌دهد. همچنین به عنوان یک آنتی اسید عمل می‌کند.

## اثرات جانبی
برخی عوارض جانبی وجود دارد. زمانی که این دارو با مقدار کمی از گوگرد در بزاق و کولون ترکیب شود و تشکیل سولفید بیسموت دهد، در بعضی از مصرف‌کنندگان این دارو می‌تواند منجر به ایجاد زبان سیاه و مدفوع سیاه شود. سولفید بیسموت، نمک سیاه بسیار نامحلول استو این تغییر رنگ، موقت و بی‌ضرر است.

## تاریخچه
در حالی که نمک بیسموت در اروپا در اواخر دهه ۱۷۰۰ استفاده می‌شد، به نظر می‌رسد ترکیبی از بیسموت ساب سالیسیلات و نمک‌های روی (فنیل سالیسیلات) در ایالات متحده در اوایل دهه ۱۹۰۰ به عنوان یک درمان برای اسهال مرگبار در نوزادان مبتلا به وبا استفاده می‌شد.